# 刘飒
刘飒（1974年4月30日—），中国漫画家，内蒙古通辽人。现居杭州。他的作品分别在多家杂志社刊载，如：《漫画party》《幽默大师》《知音漫客》《漫画月刊》等。1998年开始正式发表漫画，1999年辞去原有工作而成为职业漫画人。创立了漫画杂志《飒漫画》。

## 漫画作品
- 《嘻哈小天才》
- 《嘻哈奇侠传》
- 《追梦进行时》讲述了天狼星王子狼青逃婚到地球，在阳光职业学校遇到了阿橙和黑龙
- 《撞上天敌二次方》一个蒙面上学的女生和一对孪生兄弟，邂逅在一座学校
- 《鸡飞狗跳F班》一个想考入大学却有试卷恐惧症的男孩在一个因无人管教而鸡飞狗跳的班级
- 《呛辣校园俏女生》富家大小姐朱珠在第一话被林小多误打，随后为报复林小多隐藏身份进入林小多的班级，开始整蛊林小多的计划。有在《飒漫画》刊载。[3]
- 《家有大狗》
- 《狂奔大冒险》
- 《小兵瑞恩》
- 《整蛊小子》主人公整蠱小子調皮貪玩但充滿正義感，喜歡用惡作劇來打抱不平。偶爾也會做一些自作聰明結果出丑的糗事。漫畫取材自學校生活中的趣事。
- 《湖边有棵告白树》
- 《男女生对对碰》
- 《爆笑水晶球》/《搞笑测测你》
- 《三眼哮天录》